# Онктовиј
Онктовиј (фр. Anctoville) насеље је и општина у северној Француској у региону Доња Нормандија, у департману Калвадос која припада префектури Баје.
По подацима из 2011. године у општини је живело 1077 становника, а густина насељености је износила 61,61 становника/km². Општина се простире на површини од 17,48 km². Налази се на средњој надморској висини од 90 метара (максималној 158 m, а минималној 62 m).

## Демографија
| 1962. | 1968. | 1975. | 1982. | 1990. | 1999. | 2011. |
| ----- | ----- | ----- | ----- | ----- | ----- | ----- |
| 655   | 766   | 751   | 817   | 850   | 905   | 1.077 |

График промене броја становника у току последњих година